# 火ヴァッチャ経
『火ヴァッチャ経』（かヴァッチャきょう、巴: Aggivaccha-sutta, アッギヴァッチャ・スッタ）とは、パーリ仏典経蔵中部に収録されている第72経。『婆蹉衢多火（喩）経』（ばさぐたか（ゆ）きょう）とも。
釈迦が、外道の修行者ヴァッチャ（ヴァッチャゴッタ）に、解脱を火に喩えて説く。

## 構成

### 登場人物
- 釈迦
- ヴァッチャ（ヴァッチャゴッタ） - 外道の修行者

### 場面設定
ある時、釈迦はサーヴァッティー（舎衛城）のアナータピンディカ園（祇園精舎）に滞在していた。
そこに外道の修行者ヴァッチャが訪れ、釈迦に、世界の永遠性・有限性・無限性、生命と身体の同一性、如来（修行完成者）の死後などについての諸見解の、いずれかを持ち合わせているか問うも、釈迦は全て否定する。
釈迦は五蘊（色受想行識）においてそうした事柄に囚われないことが解脱において重要であることを、「火の喩え」と共に説く。火が薪に依存して点いたり消えたりするように、そうした事柄も五蘊（色受想行識）に依存して現れているのであり、その根を押さえることが重要であると。
ヴァッチャは法悦し、三宝への帰依を誓う。

## 日本語訳
- 『南伝大蔵経・経蔵・中部経典2』（第10巻） 大蔵出版
- 『パーリ仏典 中部（マッジマニカーヤ）中分五十経篇I』 片山一良訳 大蔵出版
- 『原始仏典 中部経典2』（第5巻） 中村元監修 春秋社